# Neodermophthirius harkemai
Neodermophthirius harkemai är en plattmaskart. Neodermophthirius harkemai ingår i släktet Neodermophthirius och familjen Microbothriidae. Inga underarter finns listade i Catalogue of Life.